# Cremastus amoenus
Cremastus amoenus är en stekelart som beskrevs av Dasch 1979. Cremastus amoenus ingår i släktet Cremastus och familjen brokparasitsteklar. Inga underarter finns listade i Catalogue of Life.